# Heideck
Heideck è una città tedesca di 4 688 abitanti, situata nel Land della Baviera.